# تريفور مانويل
تريفور مانويل (بالإنجليزية: Trevor Manuel)‏ هو سياسي جنوب أفريقي، ولد في 31 يناير 1956 في كيب تاون في جنوب أفريقيا. نشط حزبياً في المؤتمر الوطني الأفريقي. وقد انتخب وزير المالية ‏ وانتخب عضو الجمعية الوطنية لجنوب أفريقيا.

## وصلات خارجية
- تريفور مانويل على موقع مونزينجر (الألمانية)